# 리처드 라운트리
리처드 라운트리(Richard Roundtree, 1942년 7월 9일~2023년 10월 24일)는 미국의 배우이다. 영화 샤프트 시리즈로 유명하며, "최초의 흑인 액션 영화 영웅"으로 칭해진다.

## 출연 작품
- 샤프트 (2019)
- 칼라(2016)
- 듀크(2013)
- 고 비욘드 더 렌즈(2011)
- 더 컨피던트(2010)
- 왓에버 쉬 원츠(2010)
- 스피드 레이서(2008)
- 내일이 오기 전 모든 날들(2007)
- 브릭(2005)
- 엑스 우먼 (2005, Painkiller Jane)
- 멘 크라이 인 더 다크(2003)
- 베가스 뱀파이어스(2003)
- 보트 트립(2002)
- 코르키 로마노(2002)
- 카포네 보이즈(2001)
- 패스워드(2001)
- 샤프트 (2000)
- Any Place But Home (1997)
- 스틸(1997)
- 조지 오브 정글(1997)
- 버닝 시티(1996)
- 피스트 오브 저스티스(1995)
- 보난자(1995)
- 티렉스(1995)
- 세븐 (1995)
- 더블스 배드(1994)
- 원죄적 본능 2(1994)
- 죽음의 경쟁자(1993)
- 원죄의 밤(1993)
- 육체의 문(1993)
- 위와 아래(1993)
- 아미티빌 7(1993)
- 코네티컷(1992)
- 타임 투 다이(1991)
- 죽음의 혈투 3(1991)
- 나이트 비지터(1990)
- 잔혹 게임(1989)
- 분노의 총탄 (1989, Crack House)
- 엽살경찰(1988)
- 엔젤 3(1988)
- 분노의 코만도(1988)
- 헬 캠프(1986)
- 당구왕과 아들(1984)
- 시티 히트(1984)
- 영 워리어스(1983)
- 플라잉 킬러(1982)
- 복수의 화신(1981)
- 인천 (1981)
- 집시 엔젤(1980)
- 아테네 탈출(1979)
- 데이브 오브 더 어쎄신(1979)
- 성공의 다이아몬드(1975)
- 대지진(1974)
- 샤프트 (1971)

### 텔레비전
- The David Frost Show (1972)
- 뿌리 (1977)
- 사랑의 유람선 (1980)
- 기동순찰대 (1981)
- 매그넘 P.I. (1983)
- 제시카의 추리극장 (1988)
- 미녀와 야수 (1989)
- 21 점프 스트리트 (1990)
- 맥가이버 (1990)
- 더 프레시 프린스 오브 벨 에어 (1990-96)
- 베벌리힐스 아이들 (1991)
- L.A. 로 (1992)
- 행잉 위드 미스터 쿠퍼 (1992-94)
- 레니게이드 (1994)
- 천사의 손길 (1996)
- 프로파일러 (1997)
- 닥터 퀸 (1998)
- 애즈 더 월드 턴즈 (2002-03)
- 앨리어스 (2003-04)
- 위기의 주부들 (2004-05)
- 클로저 (2005)
- 히어로즈 (2006-07)